# Internationella bokklubben
Internationella bokklubben grundades av Carl Elof Svenning. Svenning översatte många författare och vars verk utgavs på Internationella bokklubbens förlag.
Internationella bokklubbens syften var att utge utländsk litteratur för att därigenom främja Sveriges kulturella kontakter med olika länder. Vinsten av klubbens verksamhet avsattes i första hand till verksamhet av typ bistånd till u-länder direkt eller indirekt av klubben i länder som låg inom klubbens kulturella intresseområde.
Den första bok som utkom på bokklubbens förlag var
- Iqbal - skalden som skapade Pakistan

I övrigt utkom via Internationella bokklubben flera författare från länder som Armenien och Vietnam.